# Уеска (футбольний клуб)
СТ «Уеска» (ісп. Sociedad Deportiva Huesca, S. A. D.) — іспанський футбольний клуб з однойменного міста, заснований у 1960 році. Виступає в Сегунді. Домашні матчі приймає на стадіоні «Ель Алькорас», місткістю 7638 глядачів. У сезоні 2016/2017 команда вперше в своїй історії вийшла в плей-офф за вихід в прімеру, але в півфіналі програла Хетафе. За підсумками сезону 2017/2018 в сегунді вперше в історії вийшла в прімеру, посівши друге місце, в останньому матчі вигравши з рахунком 2-0 у команди «Луго».

## Склад команди
Станом на 16 січня 2019.

| №  | Поз. | Нац.       | Гравець                                   |
| -- | ---- | ---------- | ----------------------------------------- |
| 1  | ВР   | Аргентина  | Аксель Вернер (в оренді з Атлетіко)       |
| 3  | ЗХ   | Іспанія    | Хав'єр Ечеїта (в оренді з Атлетіка)       |
| 4  | ЗХ   | Португалія | Рубен Семедо (в оренді з Вільярреалу)     |
| 5  | ПЗ   | Іспанія    | Хуан Агілєра Нуньєз                       |
| 6  | ПЗ   | Іспанія    | Моі Гомес (в оренді з Спортінгу (Хіхон))  |
| 7  | ПЗ   | Іспанія    | Давід Феррейро                            |
| 8  | ПЗ   | Іспанія    | Гонзало Мелеро                            |
| 9  | НП   | Колумбія   | Кучо Ернандес (в оренді з Вотфорду)       |
| 10 | ПЗ   | Іспанія    | Хуанхо Камачо                             |
| 11 | НП   | Іспанія    | Александро Галлар                         |
| 12 | НП   | Італія     | Самуель Лонго (в оренді з Інтернаціонале) |
| 13 | ВР   | Іспанія    | Роберто Сантамарія                        |

| №  | Поз. | Нац.                 | Гравець                                            |
| -- | ---- | -------------------- | -------------------------------------------------- |
| 14 | ЗХ   | Іспанія              | Хорхе Пулідо                                       |
| 15 | ЗХ   | Екваторіальна Гвінея | Карлос Акапо                                       |
| 16 | ЗХ   | Португалія           | Луізіньйо                                          |
| 17 | ПЗ   | Іспанія              | Крістіан Рівера Ернандес (в оренді з Лас-Пальмасу) |
| 18 | ЗХ   | Іспанія              | Пабло Інсуа (в оренді з Шальке)                    |
| 19 | ПЗ   | Аргентина            | Чімі Авіла (в оренді з Сан-Лоренсо)                |
| 20 | ЗХ   | Сербія               | Райко Брежанчик                                    |
| 21 | ПЗ   | Венесуела            | Янхель Еррера (в оренді з Манчестер Сіті)          |
| 22 | НП   | Іспанія              | Енрік Галлего                                      |
| 23 | ПЗ   | Аргентина            | Деміан Мусто (в оренді з Тіхуани)                  |
| 24 | ЗХ   | Іспанія              | Хорхе Мірамон                                      |
| 25 | ВР   | Сербія               | Александр Йованович                                |